# José Sol y Padrís
José Sol y Padrís, o Pedrís (Barcelona, 1816 - ibídem, 1855) fue un abogado, empresario, periodista y político español, discípulo de Eudaldo Jaumeandreu, de tendencia económica proteccionista, en defensa de los intereses de la burguesía industrial catalana.
Fue director de la fábrica Güell de Sants, denominada "el Vapor Vell", y el último año de su vida presidente del Instituto Industrial de Cataluña. Colaboró en las publicaciones La Verdad y La Corona de Barcelona, y fue uno de los fundadores de El Bien Público, donde también escribió el jurista Manuel Durán y Bas. En 1840 publicó el poema Desperta Ferro. Fue elegido diputado por Barcelona en las elecciones de 1851 y en las de 1853. 
Murió a consecuencia de los hechos producidos en la huelga general del 2 de julio de 1855.